# Kassandra Davesne
Kassandra Davesne (* 31. Januar 1999) ist eine ehemalige französische Tennisspielerin.

## Karriere
Davesne begann mit sechs Jahren das Tennisspielen und bestritt hauptsächlich Turniere der ITF Women’s World Tennis Tour, wo sie fünf Doppeltitel gewinnen konnte.

## Turniersiege

### Doppel
| Nr. | Datum              | Turnier  | Kategorie   | Belag     | Partnerin          | Finalgegnerinnen                         | Ergebnis         |
| --- | ------------------ | -------- | ----------- | --------- | ------------------ | ---------------------------------------- | ---------------- |
| 1.  | 15. August 2015    | Tunis    | ITF $10.000 | Sand      | Eleonore Barrère   | Barbara Bonić Jana Sisikowa              | 6:1, 6:3         |
| 2.  | 4. Juni 2016       | Hammamet | ITF $10.000 | Sand      | Barbara Kötelesová | Julija Kulikowa Anna Makhorkina          | 3:6, 6:3, [10:8] |
| 3.  | 17. September 2016 | Hammamet | ITF $10.000 | Sand      | Barbara Kötelesová | Angelica Moratelli Swjatlana Piraschenka | ohne Spiel       |
| 4.  | 9. Dezember 2016   | Djibouti | ITF $10.000 | Hartplatz | Riya Bhatia        | Margarita Lasarewa Kelia Le Bihan        | 6:4, 6:4         |
| 5.  | 17. Dezember 2016  | Djibouti | ITF $10.000 | Hartplatz | Kelia Le Bihan     | Riya Bhatia Margarita Lasarewa           | 6:3, 4:6, [10:8] |